# Ujanga járás
Ujanga járás (mongol nyelven: Уянга сум) Mongólia Dél-Hangáj tartományának egyik járása. Területe 3100 km². Népessége kb. 8000 fő.
Székhelye Ongi (Онги), mely 61 km-re északnyugatra fekszik Arvajhér tartományi székhelytől.